# إدوين إي. براينت
إدوين إي. براينت (بالإنجليزية: Edwin E. Bryant)‏ هو محامي ومُحرِّر وسياسي أمريكي، ولد في 10 يناير 1835، وتوفي في 11 أغسطس 1903. حزبياً، نشط في الحزب الديمقراطي. وقد انتخب عضو جمعية ولاية ويسكونسن.